# Травенбрик
Травенбрик (њем. Travenbrück) општина је у њемачкој савезној држави Шлезвиг-Холштајн. Једно је од 55 општинских средишта округа Штормарн. Према процјени из 2010. у општини је живјело 1.744 становника. Посједује регионалну шифру (AGS) 1062092.

## Географски и демографски подаци
Травенбрик се налази у савезној држави Шлезвиг-Холштајн у округу Штормарн. Општина се налази на надморској висини од 31 метра. Површина општине износи 26,5 km². У самом мјесту је, према процјени из 2010. године, живјело 1.744 становника. Просјечна густина становништва износи 66 становника/km².